# Conistra staudingeri
Conistra staudingeri là một loài bướm đêm trong họ Noctuidae.